# Mamad Haghighat
Mamad Haghighat, né à Ispahan (Iran), est un réalisateur et critique de cinéma d’origine iranienne installé à Paris.

## Biographie
Pendant ses études secondaires, en 1969, dans sa ville natale, il fonde, avec des amis, un mouvement Super 8, et un Ciné-club, puis en 1972 un festival national des films Super 8.
Il écrit des articles sur le cinéma dans des journaux dont sur le tournage de « 1001 nuits » de P.P. Pasolini à Ispahan ; il commence à travailler à la rédaction d’un livre : « L’histoire du cinéma iranien », dont une partie est publiée dans l’hebdo Rastakhiz javan à Téhéran en 1975.
En 1977, il s’installe à Paris pour visionner des films à la Cinémathèque française et suit, en 1978, des études de cinéma à l’Université Paris VIII, où il obtient un DEA. À partir de 1979, il collabore avec la Cinémathèque Française pour organiser des cycles de films iraniens dont ceux de Sohrab Shahid Saless, Dariush Mehrjui, Bahram Beyzai, Amir Naderi … 
Il collabore avec Corinne Mc Mullin sur un livre consacré à l’œuvre de Sohrab Shadid Saless. Il fonde le Festival de Cinéma iranien à Paris en 1983, manifestation annuelle qui perdura jusqu’en 2000. Depuis 1986, il est correspondant et critique à la revue Film, publiée à Téhéran, il écrit aussi occasionnellement dans les Cahiers du cinéma, Positif etc. à propos du cinéma iranien. 
- Co-programmateur du cinéma Utopia à Paris, il en devient le directeur en 1988 (qui deviendra « Le Quartier latin ») par la suite.
Il présélectionne les films iraniens pour le festival de Cannes durant plusieurs années à partir de 1992, notamment ceux d’Abbas Kiarostami, Mohsen Makhmalbaf et Samira Makhmalbaf, Bahman Ghobadi, entre autres. 
En 1999, il finalise son livre en français « Histoire du cinéma iranien 1900-1999 », avec la collaboration de Frédéric Sabouraud, édité par le Centre Georges-Pompidou.
En 2022, il écrit en Farsi, le livre « 42 ans de présence du cinéma iranien en France,- Secrets & mensonges au festival de Cannes ».

## Filmographie
- 1969 à 1975 : il réalise des courts-métrages à Ispahan : Le mirage, La création, Être et ne pas être, La ville ensevelie, L’espace vide, Étouffement, 1001 nuits, sur le tournage de Pasolini et qui resta inachevé !
- 1979 : en France, assistant-réalisateur de Sohrab Shahid Saless  sur le film : Les longues vacances de Lotte Eisner tourné à Paris.
- 1984 : son film de fiction de fin d’études, 70 minutes, État de Crise est en compétition au Festival de Locarno 1984, puis en section « Tremplin » du festival de Bruxelles 1986.
- 2003 : premier long-métrage, Deux anges, avec Golshifteh Farahani, coproduit par Wild Bunch et BAC Films et le réalisateur lui-même, sélectionné au Festival de Festival de Cannes (Semaine internationale de la critique), sorti en novembre de la même année , puis il participe à une quinzaine d’autres festivals comme Montréal, Palm Spring, São Paolo, La Rochelle,etc.
- 2016 : tournage à Paris, docu/fiction de 20 minutes : Moi, Thomas 12 ans, ciné-fou sélectionné au festival de Fribourg 2017.
- 2021 : réalisation à Paris de À cause de Langlois, 52 minutes, docu/fiction, sélectionné au festival des 63es Ciné-rencontres de Prades – 2022.